# Ken Siewertson
Ken "Siwan" Siewertson, född 27 juli 1959, är en svensk basist som spelat med bland andra Treat och Factory. Han är numera musikproducent.